# Collegio di Bethnal Green and Stepney
Bethnal Green and Stepney è un collegio elettorale inglese situato nella Grande Londra, e rappresentato alla Camera dei Comuni del Parlamento del Regno Unito. Elegge un membro del Parlamento con il sistema first-past-the-post, ossia maggioritario a turno unico. Dopo essere già stato in vigore dal 1983 al 1997, è stato ri-creato con la revisione dei collegi elettorali del 2024; l'attuale parlamentare è Rushanara Ali del Partito Laburista, che rappresenta il collegio dal 2024.

## Estensione
- 1983-1997: i ward del borgo londinese di Tower Hamlets di Holy Trinity, Redcoat, St Dunstan's, St James', St Katharine's, St Mary's, St Peter's, Spitalfields e Weavers
- dal 2024: i ward del borgo londinese di Tower Hamlets di Bethnal Green; St. Dunstan’s; St. Peter’s; Shadwell; Spitalfields & Banglatown; Stepney Green; Weavers e Whitechapel.[1]

## Membri del Parlamento
| Elezione | Elezione | Deputato          | Partito           |
| -------- | -------- | ----------------- | ----------------- |
|          | 1983     | Peter Shore       | Laburista         |
|          | 1997     | Collegio abolito  | Collegio abolito  |
|          | 2024     | Collegio ricreato | Collegio ricreato |
|          | 2024     | Rushanara Ali     | Laburista         |

## Elezioni

### Elezioni negli anni 2020
| Partito                    | Partito                                      | Candidato                  | Risultati 4 luglio 2024 | Risultati 4 luglio 2024 |
| Partito                    | Partito                                      | Candidato                  | Voti                    | %                       |
| -------------------------- | -------------------------------------------- | -------------------------- | ----------------------- | ----------------------- |
|                            | Laburista                                    | Rushanara Ali              | 15 896                  | 34,08                   |
|                            | Indipendente                                 | Ajmal Masroor              | 14 207                  | 30,46                   |
|                            | Verdi                                        | Phoebe Gill                | 6 391                   | 13,70                   |
|                            | Lib Dem                                      | Rabina Khan                | 4 777                   | 10,24                   |
|                            | Reform UK                                    | Peter Sceats               | 1 964                   | 4,21                    |
|                            | Conservatore                                 | Oscar Reaney               | 1 920                   | 4,12                    |
|                            | Animal Welfare                               | Vanessa Hudson             | 348                     | 0,75                    |
|                            | Indipendente                                 | Sham Uddin                 | 325                     | 0,70                    |
|                            | Indipendente                                 | Md Somon Ahmed             | 315                     | 0,68                    |
|                            | Indipendente                                 | Reggie Adams               | 271                     | 0,58                    |
|                            | Social Democratico                           | Jon Mabbutt                | 233                     | 0,50                    |
|                            |                                              |                            |                         |                         |
| Iscritti                   | Iscritti                                     | Iscritti                   | 81 922                  | 100,00                  |
| ↳ Votanti (% su iscritti)  | ↳ Votanti (% su iscritti)                    | ↳ Votanti (% su iscritti)  | 46 647                  | 56,94                   |
| ↳ Astenuti (% su iscritti) | ↳ Astenuti (% su iscritti)                   | ↳ Astenuti (% su iscritti) | 35 275                  | 43,06                   |
|                            |                                              |                            |                         |                         |
|                            | Esito: collegio a Laburista (nuovo collegio) |                            |                         |                         |